# Lech Mażewski
Lech Mażewski (ur. 15 lutego 1955 w Sopocie) – polski polityk, prawnik, publicysta i nauczyciel akademicki, doktor habilitowany nauk prawnych, poseł na Sejm I kadencji.

## Życiorys
Ukończył w 1978 studia na Wydziale Prawa i Administracji Uniwersytetu Gdańskiego. W 2008 na Wydziale Studiów Międzynarodowych i Politycznych Uniwersytetu Jagiellońskiego na podstawie napisanej pod kierunkiem doktora habilitowanego Antoniego Dudka pracy pt. Stany nadzwyczajne w II Rzeczypospolitej Polskiej oraz Polskiej Rzeczypospolitej Ludowej. Próba rekonstrukcji modelu instytucji stanu nadzwyczajnego uzyskał stopień naukowy doktora nauk humanistycznych w dyscyplinie nauki o polityce w specjalności współczesne systemy polityczne. W 2011 na Wydziale Prawa i Administracji Uniwersytetu Gdańskiego na podstawie dorobku naukowego i rozprawy zatytułowanej Długa dekada lat siedemdziesiątych (1968–1981). Rola nowelizacji z 10 lutego 1976 r. Konstytucji PRL z 22 lipca 1952 r. w ewolucji ustroju PRL na tle konstytucji europejskich państw socjalistycznych otrzymał stopień naukowy doktora habilitowanego nauk prawnych w dyscyplinie prawa w specjalności historia państwa i prawa polskiego.
Był profesorem nadzwyczajnym Wydziału Prawa i Administracji Uniwersytetu Warmińsko-Mazurskiego w Olsztynie. Został profesorem nadzwyczajnym Wyższej Szkoły Administracji i Biznesu im. Eugeniusza Kwiatkowskiego w Gdyni.
W latach 1991–1993 z listy Kongresu Liberalno-Demokratycznego sprawował mandat posła na Sejm I kadencji, wybranego z listy ogólnopolskiej kandydatów w okręgu poznańskim. W trakcie kadencji odszedł z KLD, przechodząc do Partii Konserwatywnej. Wkrótce przeszedł na pozycje narodowe, po 1993 wycofał się z działalności partyjnej. Autor publikacji m.in. w „Myśli Polskiej”, „Przeglądzie”, „Dziś”.
Jego bratem był Longin Mażewski, wiceprezydent Gdańska w latach 1994–1998.

## Publikacje
- Związki zawodowe w państwach demokratycznych, Wydaw. Gdańskie, Wydaw. Szkoleń Związkowych NSZZ, Gdańsk 1989.
- Polska da sobie radę, CDN, Poznań 1992.
- Struktura państwa. Rozważania o ustroju Polski, Górnośląskie Towarzystwo Gospodarcze, Katowice 1993.
- W objęciach utopii: polityczno-ideowa analiza dziejów „Solidarności” w latach 1980–2000, Wydawnictwo Adam Marszałek, Toruń 2001, ISBN 978-83-7174-834-9[3].
- Powstańczy szantaż: od Konfederacji Barskiej do stanu wojennego, Książka i Wiedza, Warszawa 2001, ISBN 978-83-913452-1-4[4].
- Niszczący dualizm. Polityka NSZZ „Solidarność” w latach 1980–1982, Wydawnictwo Adam Marszałek, Toruń 2004, ISBN 978-83-7322-647-0[5].
- Za waszą potęgę i naszą wolność: Polska między USA a UE, Oficyna Konserwatywno-Narodowa, Gdańskie Towarzystwo Edukacji Obywatelskiej, Gdańsk 2004, ISBN 978-83-919858-0-9.
- Sinusoida niepodległości: Artykuły, szkice, recenzje i dwie rozmowy, Dom Wydawniczy „Ostoja”, Krzeszowice 2005, ISBN 83-60048-15-0[6].
- Najlepsze państwo (z perspektywy patriotycznego realisty), Wydawnictwo Comandor, Warszawa 2005, ISBN 978-83-88329-92-0[7].
- Solidarnościowe rozrachunki, Dom Wydawniczy „Ostoja”, Warszawa 2005, ISBN 978-83-60048-01-6[8].
- Stany nadzwyczajne w Polsce w latach 1918–1989: szkic ustrojowopolityczny, Wydawnictwo Adam Marszałek, Toruń 2006, ISBN 978-83-7441-497-5[9].
- Posttotalitarny autorytaryzm PRL 1956–1989: analiza ustrojowopolityczna, Wydawnictwo Arte, Klub Zachowawczo-Monarchistyczny, Warszawa 2010, ISBN 978-83-61938-11-8[10].
- System rządów w PRL (1952–1989), Wydawnictwo Arte, Warszawa 2011, ISBN 978-83-61938-30-9[11].
- Rzeczpospolita jeden i pół. O narodzinach, istnieniu i upadku państwa polskiego w latach 1806–1831, Wydawnictwo Rambler, Warszawa 2012, ISBN 978-83-627-5108-2[12].
- Aleksander Wielopolski. Próba ustrojowej rekonstrukcji Królestwa Polskiego 1861–1862, Von Borowiecky, Warszawa 2012, ISBN 978-83-607-4856-5[13].
- System Polityczny, prawo i konstytucja Królestwa Polskiego 1815–1830 (współautorzy Adam Wielomski i Jacek Bartyzel), Von Borowiecky, Warszawa 2013, ISBN 978-83-60748-42-8[14].
- Królestwo Polskie w okresie namiestnictwa Iwana Paskiewicza (1832–1856). System polityczny, prawo i statut organiczny z 26 lutego 1832 r., Von Borowiecky, Warszawa 2015, ISBN 978-83-607-4877-0[15].
- Namiestnik Królestwa Polskiego 1815–1874. Model prawny a praktyka ustrojowopolityczna, Von Borowiecky, Warszawa 2015, ISBN 978-83-607-4876-3[16].
- Oblany egzamin z polityki. O narodzinach, istnieniu i upadku państwa polskiego w latach 1806–1874, Von Borowiecky, Warszawa 2016, ISBN 978-83-607-4888-6[17].
- Ustrojowopolityczny taran: polityka NSZZ „Solidarność” a przemiany ustrojowe w PRL w latach 1980–1982, Von Borowiecky, Warszawa 2017,ISBN 978-83-65806-12-3[18].
- Wiele hałasu o nic? Konflikt wokół Trybunału Konstytucyjnego w latach 2015–2016 w perspektywie rozważań modelowych, Von Borowiecky, Warszawa 2017, ISBN 978-83-60748-96-1[19].
- Prymas Stefan Kardynał Wyszyński wobec Polski po 1944/1945 r. Elementy analizy ustrojoznawczej i geopolitycznej, Oficyna Wydawnicza ASPRA-JR, Warszawa 2020, ISBN 978-83-8209-012-3[20].